# Daniel Bensaïd

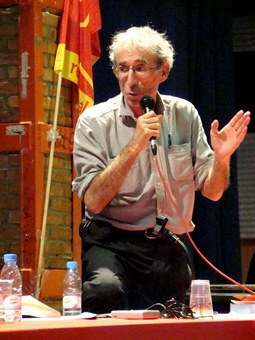
Daniel Bensaïd (2008)

Daniel Bensaïd, född 25 mars 1946, död 12 januari 2010, var en filosof vid universitetet Paris VIII Saint-Denis och ledare för en trotskist-rörelse i Frankrike. Han blev en ledarfigur vid majrevolten 1968, när han studerade i Paris. I slutet av sitt liv kom han att bli en av Frankrikes ledande vänsterintellektuella och han framträdde ofta i exempelvis franska debattprogram.